# Concert romanès
El Concert romanès (originalment en romanès Concert românesc) és una composició musical de György Ligeti escrita l'any 1951. El concert és d'una modernitat força moderada, nogensmenys va ser prohibit després d'una primera repetició a Budapest. Va ser estrenat en públic el 1971.
L'esperit crític, iconoclasta i paradoxal del compositor romanès va marcar tota la seva trajectòria musical. No és casual, ja que en la seva vida es destaquen experiències difícils des del punt de vista personal, cultural i polític. Durant els seus anys d'infantesa i joventut Ligeti va estar submergit en dues de les ideologies més radicals del segle xx. Com a jueu va viure l'expansió del nazisme i fins i tot va estar reclòs en un camp de concentració abans de finalitzar la Segona Guerra Mundial. Després va haver de suportar els efectes de la Guerra Freda sota els postulats estalinistes que van impulsar l'ocupació a Romania.
El 1956 va aconseguir escapar amb la seva dona a l'Europa occidental. Va arribar a Àustria en un context musical que li va donar les eines per desenvolupar al màxim una postura totalment avantguardista, fins i tot en contra de les orientacions més ortodoxes de les mateixes avantguardes. Aquesta opció el va portar a desconèixer una gran porció de la seva obra primerenca composta mentre estava a Romania. Segons el mateix compositor, eren peces desafortunades que no havia d'interpretar.
Encara que el Concert romanès fa part d'aquesta primera etapa de Ligeti, ell mateix no la va incloure en l'esmentat grup d'obres «indesitjables». Pel seu estil, molts podran confondre el Concert romanès amb una obra del compositor Béla Bartók. És comprensible, ja que Ligeti, com el seu predecessor, va usar elements musicals tradicionals romanesos per donar-li un viu color instrumental a l'obra. Aquesta obra és un bon exemple de música no avantguardista d'un avantguardista per naturalesa.